# Ariel Texido
Ariel Texidó (La Habana, Cuba, 19 de marzo de 1981) es un actor cubano que ha participado en telenovelas como Marido en alquiler, Dueños del paraíso, Olvidarte jamás, Las dos caras de Ana y La viuda de Blanco, entre otras.

## Carrera
Ariel Texido nació en La Habana, Cuba, hijo único de madre soltera. Desde los siete años mostró interés por la actuación trabajando en televisión. A los nueve años hace su primera película, Me alquilo para soñar, dirigida por Ruy Guerra. Pero no fue hasta los catorce años que toma su carrera en serio, cuando conoce al profesor Humberto Rodríguez, director del grupo Olga Alonso, quien fue su maestro durante los cuatro años siguientes. 
Entre el 2001 y 2004 trabajó para la Compañía Teatral Hubert de Blanck, el Teatro de La Luna y Teatro El Público. 
Ha participado en telenovelas como Relaciones peligrosas, Rosario, La casa de al lado y Marido en alquiler. 
Desde el 2005 vive en Miami. Es allí donde conoce al Premio Pulitzer en la categoría de Teatro (2003), Nilo Cruz, y establece con él una fluida y continua relación de trabajo llegando a participar en varias de sus puestas en escena para la compañía Arca Images, Hortensia y el museo de los sueños (2013), Belleza del padre (2015), El color del deseo (2015), Tío Vania (2016), Lorca en un vestido verde (2016), Baño de luna (2017) y Exquisita Agonía (2020), logrando en cada una de las representaciones de estas piezas elevados momentos de excelencia artística.

## Filmografía

### Televisión
- La mujer de mi vida (2024) - Héctor Castellanos
- Leyendas del Exilio (2017)
- Eva la Trailera (2016) - Víctor
- Dueños del paraíso (2015) - Mauricio Riquelme
- Marido en alquiler (2013) - Rosario "Ro" Valerio Flores
- Rosario (2013) - Freddy Hernández
- Relaciones peligrosas (2012) - Víctor Andrade
- Sacrificio de mujer (2011) - Padre Aníbal Hernández
- La casa de al lado (2011) - Danilo Salas
- El fantasma de Elena (2010) - Tulio Peñaloza
- Perro amor (2010) - Kike Sánchez
- Más sabe el diablo (2009) - Andrés Molina
- Bajo las riendas del amor (2007) - Sr. Vidal
- Dame chocolate (2007) - Manuel
- Seguro y urgente (2007)
- La viuda de Blanco (2006) - Reportero
- Las dos caras de Ana (2006) - Salvador Lara
- Olvidarte jamás (2006) - Detective

### Cine
- Plantados(2020)
- Irene en La Habana (2018)
- Animal Nocturno (2018)
- La casa vacía (2015)
- Crossing Moments (2012)
- Neuralgia (2010)- Escritor
- Paraíso (2009) - Flaco
- De la luna a Montevideo (1998)- Callejero
- Me alquilo para soñar (1991)- Manolito Morán

## Premios y reconocimientos
| Año  | Premiación       | Categoría              | Trabajos           | Resultados |
| ---- | ---------------- | ---------------------- | ------------------ | ---------- |
| 2014 | Premios Tu Mundo | Mejor actor de reparto | Marido en alquiler | Nominado   |